# Jeffrey Mass
Jeffrey Paul Mass (29 de junho de 1940 - 30 de março de 2001) foi um estudioso, historiador e japonólogo americano. Ele foi professor de história japonesa na Universidade de Stanford sob o nome de Yamato Ichihashi.

## Biografia
Mass nasceu em Nova York em 1940. Obteve um BA em história pela Hamilton University em 1961, depois um MA em história pela New York University, outro MA em 1965 e finalmente um doutorado em história pela Yale University em 1971. Ele ingressou no corpo docente da Universidade de Stanford em 1973, onde foi professor titular em 1981.
Depois de 1987 ensinou na Universidade de Oxford anualmente no final da primavera e no verão.
Durante muitos anos a sua pesquisa foi financiada pela Fulbright Fellowship, Mellon Fellowship, Guggenheim Fellowship e outras bolsas.
Num censo dos escritos de e sobre a missa, a OCLC/WorldCat contabiliza mais de 30 trabalhos em mais de 110 publicações em 3 idiomas e mais de 5.000 acervos de biblioteca.